# Ljuben Petkow
Ljuben Petkow Scheljaskow (* 3. Juni 1939 in Kruschewez bei Burgas; † 8. März 2016 in Sofia), auch Lyuben Petkov Zhelyazkov geschrieben, bulgarisch Любен Петков Желязков, bekannt als Ljuben Petkow, war ein bulgarischer Autor und Journalist. Er absolvierte die Wirtschaftsuniversität Warna und arbeitete danach als Journalist für die Zeitschriften Mladesch (bulg. Младеж, dt. Jugend), Sawremennik (bulg. Съвременник, dt. Zeitgenosse) und für die Verlage Balgarski pisatel (bulg. Български писател, dt. Bulgarischer Schriftsteller) und war Direktor des Verlages Otetscheswtwo (bulg. Отечество, dt. Vaterland). Einige seiner Werke wurden in mehr als zehn Sprachen übersetzt.

## Werke
Romane
- Зелени кръстове (1968)
- Преображение господне (1990)
- Убийство (1992)
- Котаракът Бартлет (2009)

Kinderbücher
- Кошничка с диви ягоди (1975)
- Око на света (1988)
- Сладкишът на доктор Сириус (2004)
- Край огъня - приказки от Странджа (2010)
- Варненският часовник (изд. "Сиела")

## Ehrungen
- Ehrenbürger von Burgas (2009)